# 甘岸街道
甘岸街道，是中华人民共和国河南省信阳市平桥区下辖的一个乡镇级行政单位。

## 行政区划
甘岸街道下辖以下地区：
新村社区、甘岸社区、孔庄村、杨庄村、王庄村、二郎村和徐堂村。